# Mario Party 8
Mario Party 8 is een partyspel voor Nintendo's Wii en werd in 2007 uitgebracht. Het spel werd aangekondigd op Nintendo's persconferentie in september 2006. Mario Party 8 maakt gebruik van de functies van de Wii-afstandsbediening.

## Spelmodes
In Mario Party 8 zijn er vijf spelmodes.
- Party Tent: De personages strijden tegen elkaar op een spelbord. De varianten zijn:
  - Battle Royale: Ze spelen ieder voor zich.
  - Tag Battle: Ze spelen twee tegen twee.
  - Dual Battle: Twee personages spelen een tegen een.
- Star Battle Arena: één speler moet proberen op elk spelbord tegen de tegenstander te winnen en vecht vervolgens tegen Bowser.
- Minigame Tent: Hier worden diverse spellen gespeeld, waarin vrijgespeelde minigames voorkomen.
- Extras Zone: Hierin zijn acht speciale minigames die ook met Mii-personages speelbaar zijn.
- Fun Bazaar: Door het spel te spelen verdient de speler zogenaamde kermiskaarten. Die kunnen hier worden ingeruild voor minigames en andere dingen.

## Speelbare personages
Mario Party 8 bevat veertien verschillende spelpersonages. Twee van deze personages moeten eerst worden vrijgespeeld.
- Mario
- Luigi
- Peach
- Yoshi
- Wario
- Daisy
- Waluigi
- Toad
- Boo
- Toadette
- Birdo
- Dry Bones

Vrij te spelen:
- Hammer Bro.
- Blooper

Ook Mii's zijn speelbaar in Mario Party 8 (enkel in de Extras Zone).

## Spelborden
Mario Party 8 bevat zes spelborden met elk hun eigen thema.
- DK's Treetop Temple

Dit spelbord speelt zich af in een jungle vol met hapgrage piranhaplanten en doodlopende wegen. Hier is een stervakje dat zo snel mogelijk bereikt dient te worden. Men kan dan een ster kopen voor 20 munten. Hierna verandert het stervakje naar een andere plaats op het spelbord.
- Goomba's Booty Boardwalk

Dit spelbord speelt zich af op het strand en er is één baan die gevolgd moet worden. Aan het einde krijg je van Kapitein Goomba een ster.
- King Boo's Haunted Hideaway

Dit spelbord speelt zich af in een donker enorm landhuis. Zodra iemand een ster heeft wordt het hele bord veranderd.
- Shy Guy's Perplex Express

Dit spelbord speelt zich af op een trein, met Shy Guy als machinist. Bij hem kan je een ster krijgen.
- Koopa's Tycoon Town

Dit spelbord speelt zich af in een stad waarbij het de bedoeling is zo veel mogelijk geld in hotels te investeren. Hoe meer geld er in een hotel zit, hoe meer sterren de hoogste bieder krijgt.
- Bowser's Warped Orbit

Dit speelbord speelt zich af in Bowser's 'Hoofdkwartier'. Het speelt zich af zwevend boven de Zon. Je krijgt in het begin 3 sterren die je door middel van snoepjes van elkaar moet stelen. Als je dit speelbord hebt voltooid, mag je het opnemen tegen de eindbaas: Bowser.

### Vakjes
De vakjes op het spelbord zijn:
- Blauw vakje: de speler verdient drie munten als die hierop terechtkomt.
- Rood vakje: de speler verliest drie munten als die hierop terechtkomt.
- Groen vakje: er kan van alles gebeuren als de speler hierop terechtkomt.
- Geluksvakje (geel met een muzieknoot): er gebeurt iets wat de speler goed kan gebruiken.
- DK-vakje: Donkey Kong komt om de DK-spelers te helpen en de Bowser-spelers te hinderen.
- Bowser-vakje: Er gebeurt iets wat de DK-spelers ophoudt en de Bowser-spelers helpt .

## Ontvangst
| Beoordeeld door                         | Jaar | Score |
| --------------------------------------- | ---- | ----- |
| Eurogamer.fr                            | 2007 | 80%   |
| The Video Game Critic                   | 2007 | 75%   |
| 4Players.de                             | 2007 | 75%   |
| Game Informer Magazine                  | 2007 | 72%   |
| Video Game Talk                         | 2007 | 70%   |
| V2.fi                                   | 2007 | 70%   |
| GNT - Generation Nouvelles Technologies | 2007 | 70%   |
| Nintendo-Online.de                      | 2007 | 70%   |
| Games TM                                | 2007 | 50%   |
| Super Play                              | 2007 | 40%   |